# Polaroid PMID-80C
Polaroid PMID-80C es una tableta de la marca Polaroid. Cuenta con sistema operativo ICS puro (versión tableta). Cuenta con un procesador Allwiner A13 que corre a 1.2 GHz, pantalla TFT de 8". Posee una sola cámara frontal

## Hardware
Cuenta con entrada Micro-USB 2.0, entrada para audifionos con jack de 3.5 mm., slot para micro SD de hasta 32 GB, botones de volumem + -, botón de hold / encendido - apagado, y un botón de ESC en caso de no reaccionar

### Pantalla
La Polaroid PMID-80C es una tableta de gama baja con pantalla capacitiva de 8 pulgadas con resolución de 800 × 600. Soporta interacción multitáctil de hasta 5 puntos (dedos); su pantalla TFT-LCD es resistente a rasguños, tiene una densidad de pixeles de 120 ppi; puede reproducir video en HD.

### Procesador y memoria
Posee un procesador Allwiner A13 de 1.2 GHz [1.3 GHz indicados, y 1 GHz real], una GPU Mali 400MP, RAM de 512 MB utilizable por el usuario sólo 355 MB, el resto es utilizado por el sistema android; y 4 GB de memoria interna utilizable por el usuario 2.25 GB. La memoria expandible es micro SD y soporta hasta 32 GB.

### Cámara
Cuenta con una sola cámara delantera de 1.3 megapixeles capaz de grabar video.

## Software
El dispositivo cuenta con Sistema Operativo android Ice Cream Sandwich en su versión 4.0.4, con una interfaz pura; no es actualizable. La tableta viene pre-rooteada y con CWM (Recovery) instalado para usuarios avanzados.
- Datos: Q16620685